# Chêne de Hongrie
Quercus frainetto
Espèce
Synonymes
- Quercus apennina Loisel.[1]
- Quercus byzantina Borbás[1]
- Quercus conferta Kit.[1] [2]
- Quercus dalechampii var. hungarica (Hubeny) Soó[1]
- Quercus esculiformis O.Schwarz[1]
- Quercus farnetto Ten.[1] [3]
- Quercus hungarica Hubeny[1]
- Quercus pannonica Endl.[1]
- Quercus sessiliflora f. conferta (Kit.) Vuk.[1]
- Quercus toza subsp. conferta (Kit.) Nyman[1]

Répartition géographique
Statut de conservation UICN

 LC  : Préoccupation mineure
Le Chêne de Hongrie, Quercus frainetto, est une espèce d'arbres à feuilles caduques, originaire du sud-est de l'Europe, appartenant à la famille des Fagaceae.

## Liste des variétés
Selon Tropicos (3 mars 2018) (Attention liste brute contenant possiblement des synonymes) :
- Quercus frainetto var. conferta (Kit.) A. DC.
- Quercus frainetto var. hungarica (Hubeny) Borbás
- Quercus frainetto var. insularis Borzí
- Quercus frainetto var. racemosa Asche & Graebn.
- Quercus frainetto var. spectabilis (Kit. ex Simonk.) Kit.
- Quercus frainetto var. typica A. Camus